# Robert Wisden
Robert Charles Wisden (* 1958 in Brighton, East Sussex, England) ist ein britischer Schauspieler, der bekannt ist für Legenden der Leidenschaft (1994), Final Destination (2000) und Watchmen – Die Wächter (2009).

## Werdegang
Er emigrierte mit seiner Familie nach Edmonton, Alberta, in Kanada, als er 15 Jahre alt war. Dort machte er seinen Abschluss an der University of Alberta. Daraufhin nahm er Kontakt mit der kanadischen Filmindustrie in Vancouver auf. So konnte er auch Kontakt mit Hollywood aufnehmen und in Filmen wie Legenden der Leidenschaft (1994), Final Destination (2000) und Watchmen – Die Wächter (2009) auftreten. Er war auch beteiligt an Fernsehfilmen wie First Target – Anschlag auf den Präsidenten (2000) und Supervulkan (2005). Er ist so auch in mehreren bekannten Science-Fiction-Serien aufgetreten wie Akte X, Stargate – Kommando SG-1 und Battlestar Galactica.
Mit der Zeit wendete er sich aber zusätzlich dem Unterrichten zu. So bekam er einen Abschluss an der Simon Fraser Universität im Oktober 2006 mit einem Bachelor of Education, Minoring in Curriculum. Daraufhin lehrte er an der Heritage Woods Secondary School für zwei Schuljahre (2006–2007) und ersetzte den Hauptschullehrer. Jetzt unterrichtet er Schauspiel- und Regie-Shows an der St. George’s School in Vancouver.
Er bekam eine Auszeichnung und eine Nominierung für den Gemini Award für seine schauspielerische Leistungen.

## Filmografie (Auswahl)

### Filme
- 1981: Firebird 2015 A.D.
- 1986: 9B (Fernsehfilm)
- 1988: Glory Enough for All (Fernsehfilm)
- 1992: Impolite
- 1992: Kein Engel auf Erden (Fernsehfilm)
- 1993: Kuck mal, wer da jetzt spricht
- 1994: Spurlos verschwunden – Wo ist meine Schwester? (Fernsehfilm)
- 1994: Legenden der Leidenschaft
- 1995: Krieg und Liebe
- 1996: Eisiges Gefängnis (Fernsehfilm)
- 1997: Medusa’s Child – Atombombe an Bord der 737 (Fernsehfilm)
- 2000: Final Destination
- 2000: First Target – Anschlag auf den Präsidenten (Fernsehfilm)
- 2002: Damaged Care (Fernsehfilm)
- 2004: Flug 323 – Absturz über Wyoming (Fernsehfilm)
- 2005: Supervulkan (Fernsehfilm)
- 2009: Watchmen – Die Wächter
- 2020: Five Star Christmas

### Serien
- 1996–1998: Akte X – Die unheimlichen Fäle des FBI (2 Folgen)
- 1997–2005: Stargate SG-1
- 1998–2000: DA Vincis Inquest (29 Folgen)
- 2001–2001: Dice (Miniserie)
- 2001–2004: Smallville (6 Folgen)
- 2002–2003: Jeremiah – Krieger des Donners (9 Folgen)